# خوجا نياز
خوجا نياز حاج  (بالأويغورية: خوجا نىياز ھاجى) (1889 - 1941) من زعماء حركة استقلال المسلمين الأويغور، قاد العديد من الثورات في سنجان ضد الحاكم الصيني جين شو رن، كما قاتل ضد المسلمين الصينين الموالين للحكومة الصينية من قبيلة هوي. وكان أول رئيس لجمهورية تركستان الشرقية الأولى منذ عام 1933 حتى سقوطها في عام 1934.

## نشأته
ولد في عام 1889 في أحد قرى في محافظة كومول في سنجان، وشارك في أول تمرد له في سن الـ 18 في عام 1907 وهو انتفاضة الفلاحين ضد مقصود شاه، ثم دخل مدرسة «أستانا» المدرسة، وتعرف على عدد من قادة الأويغور. بعد سنة واحدة من الدراسة غادر وذهب لأداء الحج في مكة المكرمة. وفي عام 1912 عاد إلى سنجان، حيث وجد انتفاضة آخرى ضد تيمور حلبا، وانضم إلى التمرد. واضطر خوجا للفرار بعد انتهاء التمرد. وفي عام 1916 وصل إلى روسيا، وعاش في أحد البلدات على ضفاف نهر إيلي التي يسكنها الأويغور الذين فروا إلى روسيا بعد عام 1881 بعدما عاد حكم سلالة تشينغ.

## قيادته للثورات
في عام 1923 عاد إلى سنجان، حيث شارك في تنظيم جماعات ثورية سرية لإعداد تمرد جديد. وفي عام 1927 عاد إلى كومول لحضور جنازة والده، وبعد وفاة الحاكم مقصود شاه في مارس عام 1930 عينه الحاكم الجديد في منصب مستشاره الخاص.
ومع ذلك فإن الحاكم جين شو رن (1928-1933) قام ببعض الإجراءات التي أدت لاستياء شعبي. مما أدى إلى حدوث تمرد في عام 1931 بقيادة أمراء هوي في قانسو بقيادة ما شونغ-يينغ في يونيو 1931، حيث اجتمعوا واتفقوا على تنظيم حملة لإطاحة جين شورن. وتلقوا دعماً من جمهورية منغوليا الشعبية، حيث وفرت لهم 600 مجموعة من الملابس الشتوية والخيام و120 بندقية، وانضم المسلمون الأويغور للتمرد بقيادة خوجا نياز.
التمرد سرعان ما انتشر من الشرق إلى جميع أنحاء المحافظة في فبراير عام 1933، وأصبحت المساحة التي لا تزال تسيطر عليها الحكومة لا تزيد عن 10% من إقليم سنجان. وفي 12 أبريل 1933 عُيِّن شنغ شيكاي حاكماً للإقليم بدلاً من جين شورن في محاولة يائسة لقمع التمرد. وكان شنغ شي تساي مدعوماً من الاتحاد السوفيتي بعد التأكد من جميع اتفاقات سرية أن المحافظ السابق المبرمة مع الاتحاد السوفيتي، في يونيو عام 1933 قام شنغ شي تساي بعقد تحالف مع خوجا نياز ضد ما شونغ-يينغ. ولما هاجمت قوات خوجا نياز قوات ما شونغ-يينغ تلقت قوات خوجا نياز خسائر فادحة، ولكن كانت قوات ما شونغ-يينغ على وشك الاستسلام، ولكن في أحد الليالي استطاعت قوات ما شونغ-يينغ فجأة التسلل إلى القلعة، واستولت على 12,000 بندقية، و6 رشاشات و500,000 رصاصة، وانضمت للحامية الصينية في تنجان.
قاد حجي نياز قواته في عدة معارك منها معركة توكسون التي انهزم فيها من قبل قوات ما شيه مينغ. ثم انهزم مرة أخرى في معركة كاشغر في 13 يناير 1934. 
تولى حجي نياز رئاسة جمهورية تركستان الشرقية الأولى التي تم تأسيسها بعد عقد صفقته في 4 يونيو 1933 مع شنغ شيكاي، لكن سرعان ما انتهت الجمهورية في 1934.
وبعد الهزيمة طلب  جوزيف ستالين منه الحضور شخصيّاً لتسوية نزاع سنجان وفقاً لحق الأمم في تقرير المصير ولكن خوجا نياز رفض ذلك. وقامت السلطات الصينية باعتقاله في أورومتشي وقيل أنه أعدم في عام 1938. وقال في كلماته الأخيرة:  أنا سوف أموت، لكن الناس سوف تستمر في العيش...الثورة لن تنتهي. وقيل أنه أُعدم في صيف عام 1943 بأمر من شيانغ كاي شيك.
ذكر الحزب الإسلامي التركستاني في العدد 19 من مجلة «تركستان الإسلامية» سيرة حياة خوجا نياز رئيس جمهورية تركستان الشرقية الأولى.